# Heinz Körner (Zeichner)
Heinz Körner (* 3. Dezember 1940 in Lichtenfels) ist ein deutscher Grafik-Designer und Zeichner. Bekannt wurde der Zeichner durch das Comicmagazin Yps.

## Leben
Heinz Körner wandte sich nach einer Ausbildung zum Werbekaufmann professionell den Comics zu und fand sich von 1962 bis Anfang 1965 bei Kauka wieder. Neben der Fix-und-Foxi-Familie zeichnete er Episoden mit Knox, Hops und Stops und versuchte sich 1964 auch kurzzeitig an Mischa. Sein bekanntester Kauka-Comic dürfte aufgrund dreifacher Veröffentlichung die Geschichte „Reise in die Vergangenheit“ sein.
1964 war Körner am direkten FF-Konkurrenzprodukt Max & Molly beteiligt und zeichnete nach seiner Kauka-Zeit das Eichhörnchen Hörni für das gleichnamige Heft von Lehning. Nach dessen Einstellung schuf er Ende 1965 für die Bastei-Heftreihe Felix die Figuren Wups und Waldi, die über das Atelier Reindl & Dachsel von Franz Roscher in Serie gezeichnet wurden. Körner selbst wurde Werbeleiter bei der Lichtenfelser Knorr Hobby GmbH, steuerte für Felix aber nebenbei einige wenige Episoden mit dem titelgebenden Kater bei.
1973 tauchte der Künstler beim Kelter Verlag wieder auf, für den er die Helden Mucki und Matzi, Käpt’n Snuffy und 3 Musketiere kreierte, die ihre Abenteuer im querformatigen Mucki-und-Matzi-Heft sowie vor allem in der Reihe Kelter Comic erlebten. Von 1975 bis 2000 schließlich zeichnete Körner für Yps 1235 Episoden der von ihm geschaffenen Reporter-Serie Yinni und Yan, die sein Hauptwerk darstellt und gleichzeitig eine der am längsten laufenden deutschen Comic-Serien eines Zeichners ist.
Seit 2001 arbeitet Heinz Körner zusammen mit seinem Partner Christian Simeoni hauptsächlich für digitale Medien. Heinz Körner ist verheiratet.